# مذكية نار

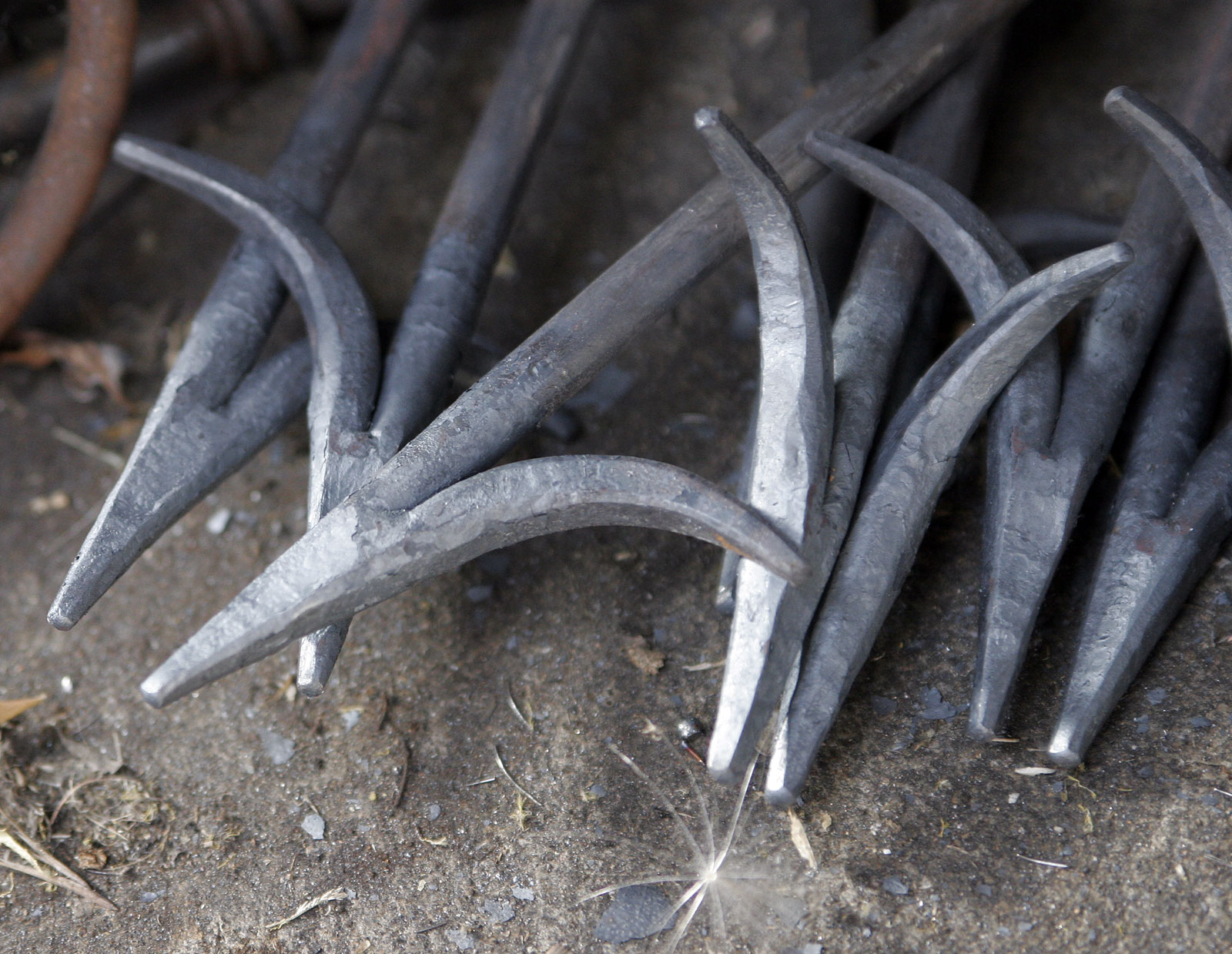
مذكية نار لمستوقد

مُذكية النار هي أي أداة معدنية لإذكاء النار. ومن أسمائها: المِجْهَلُ والمِجْهَلَةُ والمَجْهَلُ والمَجْهَلَةُ: وتعني خَشَبَةً يُحَرَّكُ بها الجَمْرُ.